# Hypoatherina barnesi
Hypoatherina barnesi är en fiskart som beskrevs av Schultz, 1953. Hypoatherina barnesi ingår i släktet Hypoatherina och familjen silversidefiskar. Inga underarter finns listade i Catalogue of Life.